# حقل الصخور

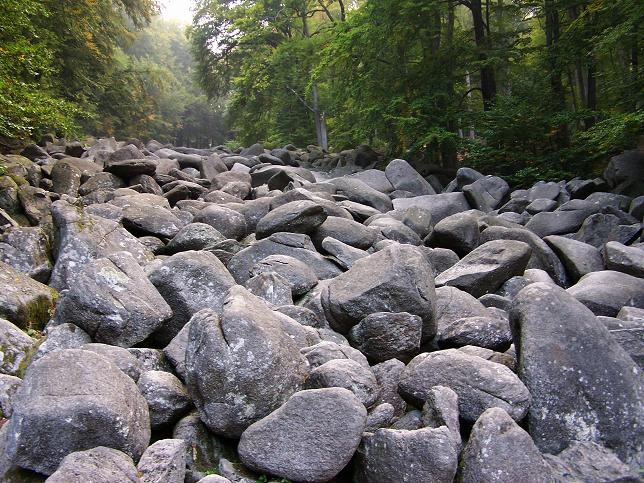
حقل الصخور في Lautertal-Reichenbach (أودنوالد)

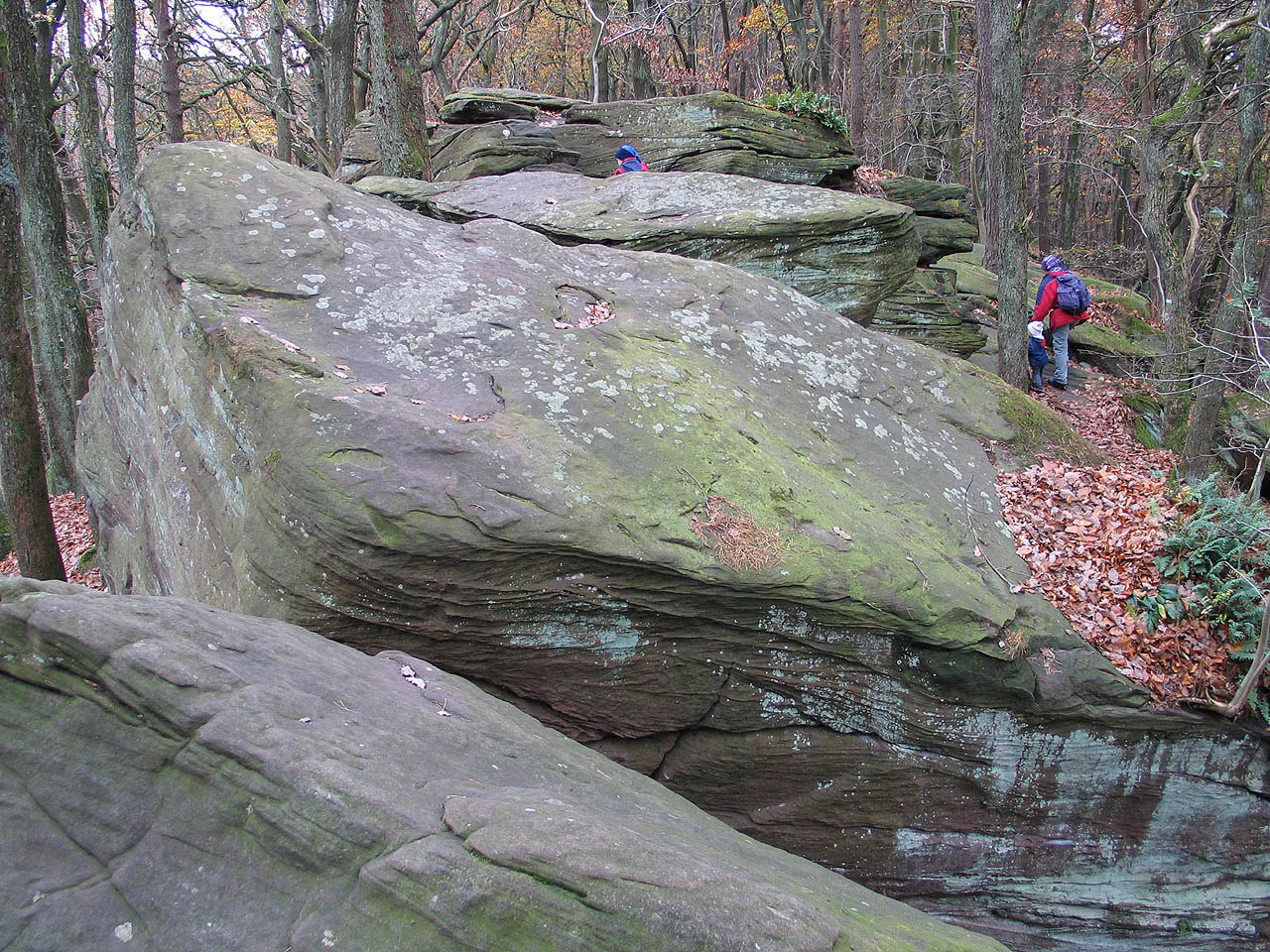
حقل الصخور على عنكلميت في غابة بلاتنة

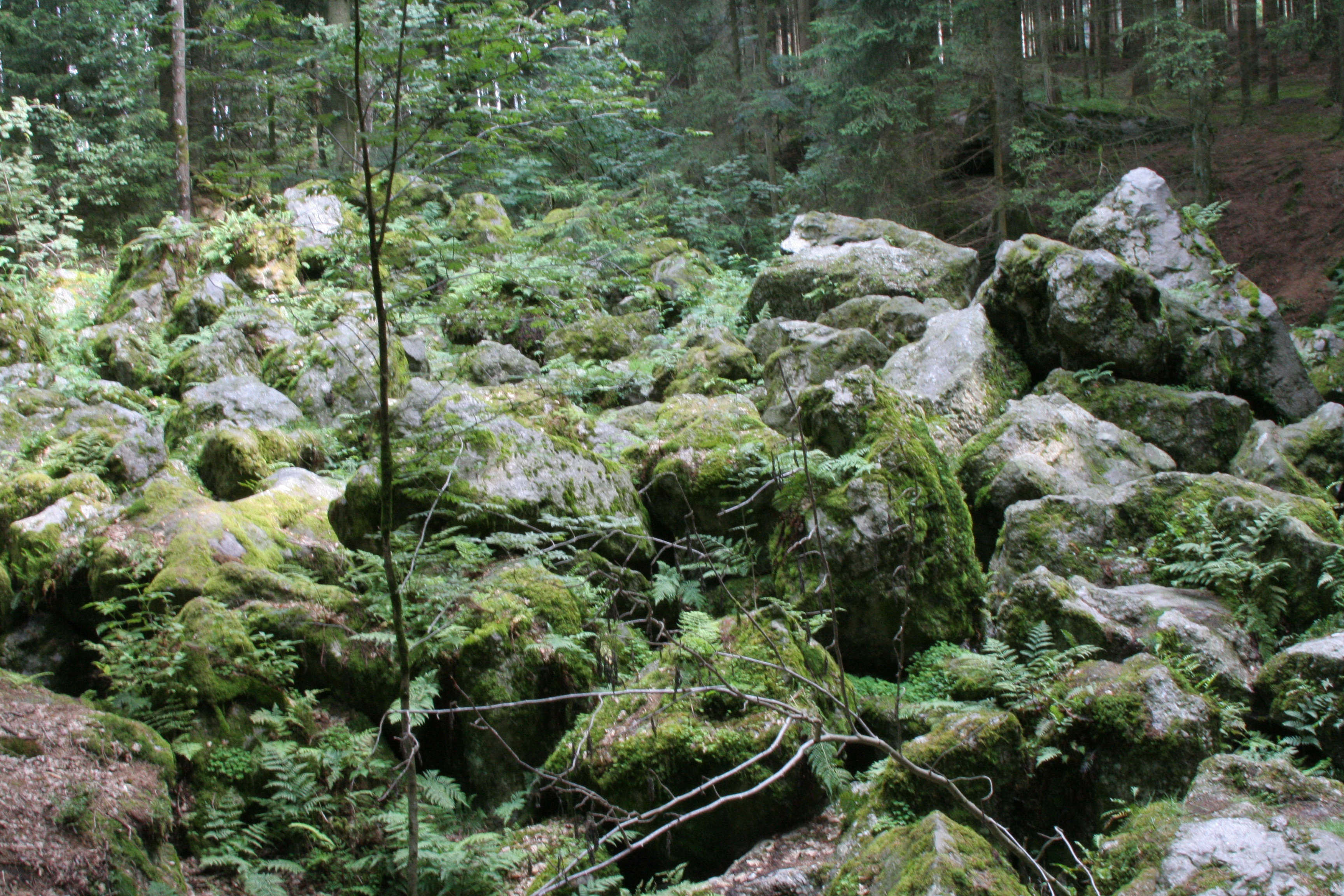
مجرى صخري من Kaser Steinstube بالقرب من تريفتيرن Triftern بألمانيا

حقل الصخور أو الحقل الحجري أو الغِلالة الكُسارية هو سطح من الأرض مغطى بحجارة بحجم الصخور وعادةً ما يرتبط بتاريخ النشاط البركاني والمناخات الجبلية وشبه القطبية والتجمد. تختلف الحقول الصخرية عن الصخور الرسوبية ومنحدرات الصخور الرسوبية في أن الحقول الصخرية لا تنشأ على ما يبدو من الهدر الشامل أو الفقدان الكتلي. يُعتقد أنها تشكلت نتيجة لتجمد التربة تحت السطح. وهناك نظرية بديلة تقول أن الحقول الحجرية الحديثة ربما نشأت من التجوية الكيميائية التي حدثت في عصر النيوجين عندما كان المناخ أكثر دفئًا نسبيًا. وبناءً على هذه الفكرة، كان من الممكن إعادة صياغة حقول الصخور بواسطة العمل الجليدي.
تقع أغلب حقول الصخور المعروفة في نصف الكرة الشمالي. يمكن العثور على أمثلة منها في منتزه أبيسكو الوطني في السويد، ومنتزه سنودونيا الوطني في ويلز، وسلسلة جبال سكافيل بايك في إنجلترا، وحقل هيكوري ران بولدر ونهر الصخور في جبال الآبالاش في الولايات المتحدة. جميع هذه الأمثلة باستثناء المثال الأول تقع خارج مناطق المناخ شبه القطبي الحالية، وبالتالي يُنظر إليها تقليديًا على أنها بقايا أشكال أرضية من العصور الماضية عندما كانت هذه المناطق تحت تأثير الجليد.
يأتي مصطلح "felsenmeer" من الكلمة الألمانية التي تعني "بحر الصخور". في بحيرة فيلسين أو حقل الكتل الصخرية، أدت عوامل التجوية التجمدية والذوبانية إلى تفتيت الطبقة العليا من الصخور، مما أدى إلى تغطية التكوين الصخري الأساسي بصخور خشنة وزاوية. تحدث التجوية التجمدية والذوبانية عندما يتمدد الماء المحبوس على طول الشقوق الدقيقة في الصخور وينكمش بسبب التقلبات في درجات الحرارة فوق وتحت نقطة التجمد. تتشكل التلال الرملية في موقعها، مما يعني أنها لا تُنقل أثناء أو بعد تكونها.

## الصفات

### السطح

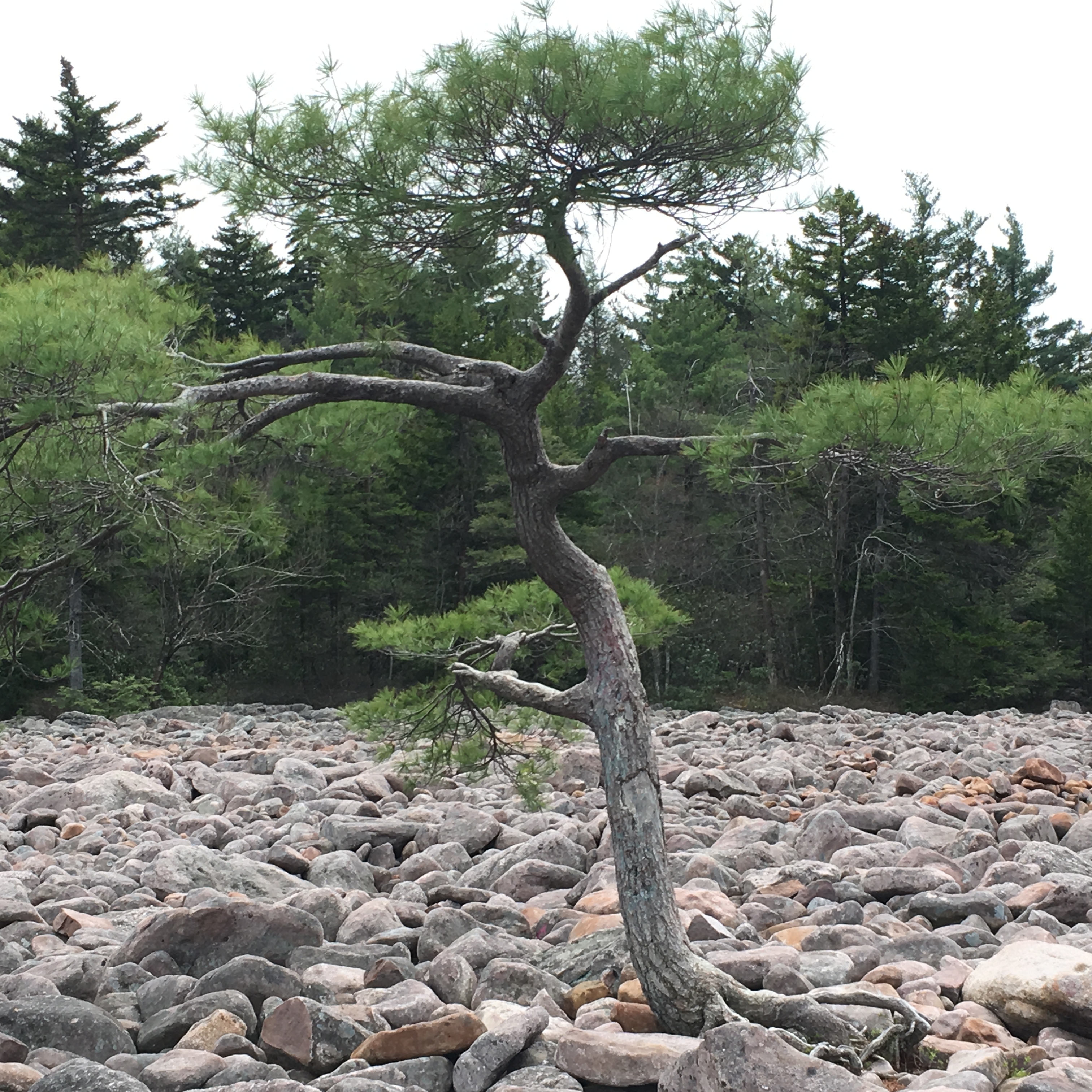
صورة لشجرة صنوبر بيضاء شرقية واحدة وسط حقل صخور قاحل تقريبًا، في منتزه هيكوري ران الحكومي، بنسلفانيا.

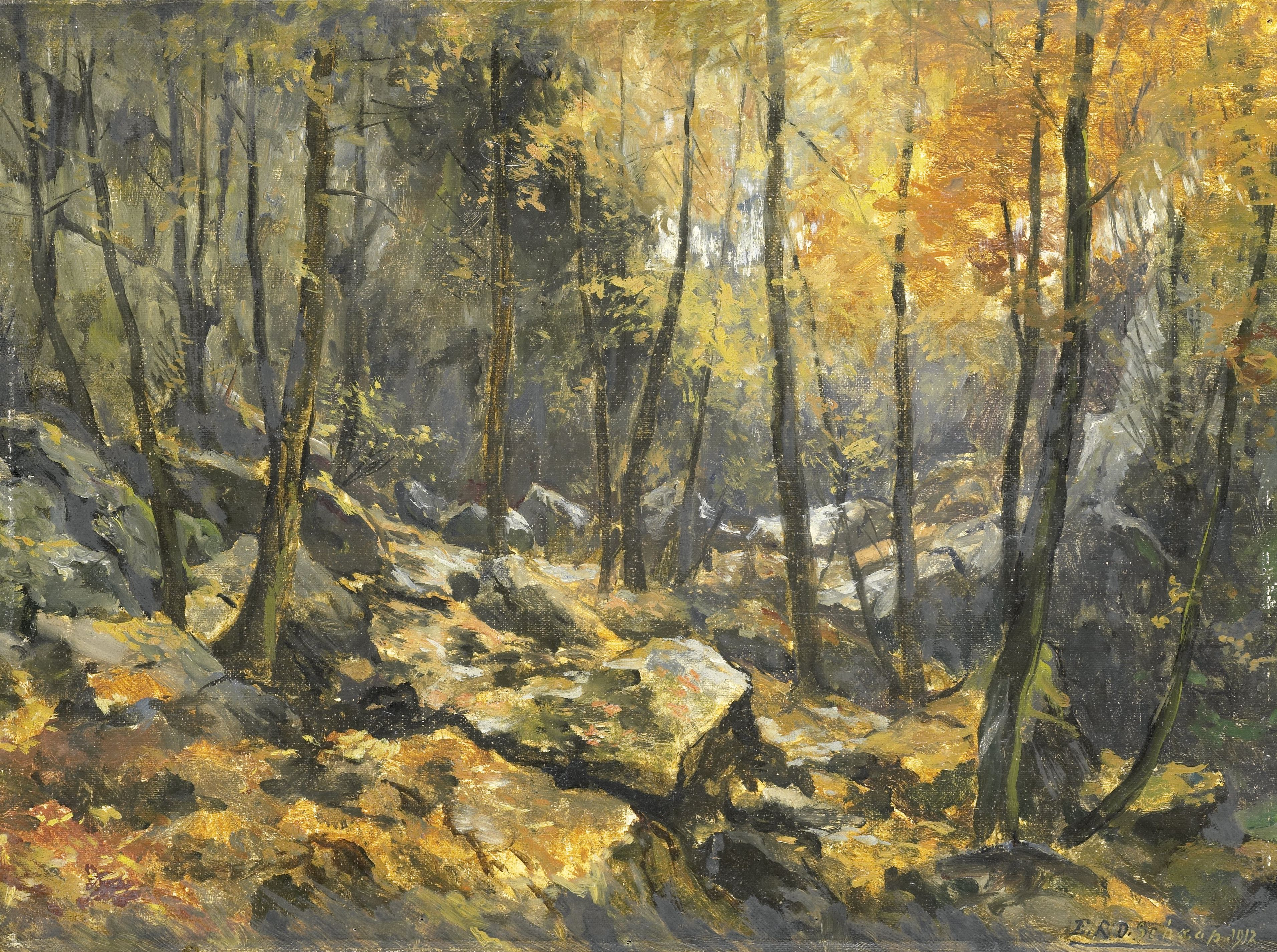
فيلسينمير، لوحة للفنان إجبرت شاب (1912). متحف ريجكس أمستردام

تتشكل حقول الصخور بزوايا حادة تبلغ درجة زاويتها 25 درجة أو أقل. تؤدي الزاوية الأكثر انحدارًا إلى نقل الكتل بسبب الجاذبية. يؤدي هذا إلى إنشاء منحدر صخري، وليس منحدر فيلسينمير. في بعض الأحيان يمكن رؤية الفرز الخام مع تداخل الصخور على سطح التلال الرملية.

### العمق
يعتمد عمق حقل الصخور على زاوية المنحدر وأنواع الصخور والعمر والتاريخ التآكلي. ومع ذلك، فإن المتوسط المعقول لعمق حقل الصخور هو حوالي 1 متر. قام Ballantyne عام (1998) بتعريف ثلاثة أنواع من حقول الصخور: النوع الأول يتكون من صخور كبيرة تقع فوق مصفوفة من الصخور الدقيقة على عمق معين تحت السطح. النوع الثاني يتكون من صخور كبيرة مدعومة بمصفوفة رملية غير متماسكة تستمر من السطح إلى الأسفل. يتكون النوع الثالث أيضًا من صخور مدعومة بمصفوفة، ولكنه يختلف عن النوع الثاني في أن المصفوفة تتكون من الطمي و/أو الطين وليس الرمل.

## أماكن حدوثها
بسبب متطلبات المنحدر، فإنها توجد عادةً في الهضاب. غالبًا ما تُنتج الصخور البازلتية والرسوبية رواسب فيلسنية أكبر حجمًا وأكثر عددًا من الأنواع الأخرى من الصخور. توجد الحقول الصخرية غالبًا في المناطق الجبلية المرتفعة المحيطة بالجبال الجليدية بالقرب من الدائرة القطبية الشمالية، وخاصة في أيسلندا والقطب الشمالي الكندي والنرويج، ولا تزال نشطة في أجزاء من أوروبا الوسطى التي لم تكن مغطاة بالصفائح الجليدية. في نصف الكرة الجنوبي، يمكن العثور على حقول صخرية غير نشطة في مرتفعات ليسوتو، وجزر الأمير إدوارد.

## العمر
تعتبر الحقول الصخرية، بشكل عام، من السمات الجيومورفولوجية الحديثة نسبيا. تشكلت معظمها أثناء العصر الجليدي الأخير أو بعده (منذ حوالي 20 ألف عام). قد تكون بعض السمات الأخرى عبارة عن سمات ما قبل الجليد التي نجت من التجلد تحت الأنهار الجليدية الباردة. يمكن تحديد عمرها المحدد باستخدام تأريخ التعرض السطحي surface exposure dating، وهي تقنية تعمل بشكل أفضل على المواد التي تعرضت للأشعة الكونية مع القليل من التدخل من الأشجار أو التربة.